# Finalmente...(Don Backy)
Finalmente... è un album di Don Backy, pubblicato dall'etichetta discografica New Enigma Records nel febbraio del 1990

## Tracce

### CD
Testi e musiche di Don Backy.
1. Ali – 5:05
2. Vado – 4:40
3. Emiliano, è l'amore – 3:32
4. Dolce chitarra – 3:30
5. Ghetto – 2:50
6. Madre – 4:45
7. Atmosfera – 4:05
8. Sardegna – 5:00
9. Sogni proibiti – 4:43
10. Finalmente (Instrumental) – 1:32

## Musicisti
- Don Backy – voce, cori
- Claudio Trippa – chitarra
- Gianfranco Polito – basso, cori
- Roberto Polito – batteria
- Maurizio Vassallo – batteria
- Leonardo Ceccani – violino
- Luciana Cioffi – violino
- Irene Spotorno – violino
- Eric Daniel – sax
- Tiziana Bevilacqua, The Ice, Enzo Polito, Patrizia Tapparelli – cori

Note aggiuntive
- Don Backy e Enzo Polito – produttori (per conto della "Ciliegia Bianca" e "New Enigma")
- Registrazioni e missaggi effettuati al "Grop Studio" di Roma
- Pino Santamaria – ingegnere del suono
- Enrico Cosimi – programmazione suoni
- Gaetano Ria – missaggi
- Franco D'Ambrosio – trasferimento su disco
- Don Backy – idea grafica e impaginazione copertina
- Ferrantini Studio – foto copertina
- Filippo Maniscalco – realizzazione copertina
- "Fotografi improvvisati" – altre foto
- Un grazie particolare a: Nino Ferrer e Gino Santercole per l'amichevole partecipazione [1]